# Ашитковская волость
Ашитковская волость — волость в составе Бронницкого уезда Московской губернии. Существовала до 1929 года. Центром волости было село Ашитково.
В ходе реформы административно-территориального деления СССР в 1929 году Ашитковская волость была упразднена.
Территория волости находится с 2019 года в административно-территориальной единице «город областного подчинения Воскресенск с административной территорией» (до 2019 года — Воскресенский район).

## История
В 1870-х годах Ашитково стало владением графа Александра Николаевича Ламздорфа. Он построил здесь свою усадьбу, после чего село стало волостным центром.
В мае 1929 года на территории бывшего Бронницкого уезда были созданы Бронницкий и Раменский районы. В состав Бронницкого района целиком вошла Ашитковская волость.

## Состав
- Алешино
- Ашитково — волостной центр
- Ванилово (вошёл в Рабочий посёлок имени Цюрупы)
- Губино
- Дворниково
- Знаменка
- Исаково
- Левычино (вошёл в Рабочий посёлок имени Цюрупы)
- Марьинка
- Щельпино

На 1 января 1926 года 10 селений.

### Сельсоветы
По данным 1919 года в Ашитковской волости было 10 сельсоветов: Алёшинский, Ашитковский, Ваниловский, Губинский, Дворниковский, Знаменский, Исаковский, Левычевский, Ново-Марьинский и Щельпинский.
В 1923 году Ново-Марьинский с/с был присоединён к Знаменскому.
В 1925 году Ново-Марьинский с/с был восстановлен.
К 1 января 1926 года 9 сельсоветов.
В 1926 году Алешинский с/с был присоединён к Ашитковскому. Из части Ново-Марьинского с/с был образован Знаменский с/с.
В 1927 году Знаменский с/с был упразднён.